# Juan Bauzá
Juan Francisco Bauzá (ur. 3 maja 1996 w Gualeguaychú) – argentyński piłkarz występujący na pozycji pomocnika w rumuńskim klubie FC U Craiova 1948.

## Kariera klubowa
Juan Bauzá grę w piłkę nożną rozpoczął w amatorskim zespole Club Central Entrerriano z rodzinnego miasta Gualeguaychú w prowincji Entre Ríos. Jako szesnastolatek przeniósł się do akademii klubu CA Colón z Santa Fe.
Jesienią 2016 roku trener CA Colón Paolo Montero włączył go do składu drużyny seniorów. 22 października 2016 Bauzá zadebiutował w Primera División w przegranym 0:1 meczu przeciwko CA Patronato. Na początku 2017 roku podpisał swój pierwszy profesjonalny kontrakt. W sezonie 2016/17 zanotował łącznie 4 ligowe występy, po czym został wypożyczony na rok do CD Juventud Unida (Primera B Nacional), gdzie zaliczył 19 spotkań i zdobył 2 bramki. W sezonie 2018/19 grał na wypożyczeniu w innym drugoligowym klubie: Gimnasia y Esgrima Mendoza, z którym dotarł do play-off o awans do Primera División, w którym jego zespół odpadł w I rundzie z Club Almagro.
W lipcu 2019 roku Bauzá – po odbyciu testów – został na zasadzie rocznego wypożyczenia graczem Górnika Zabrze, prowadzonego przez Marcina Brosza. 5 sierpnia 2019 zadebiutował w Ekstraklasie w przegranym 0:1 wyjazdowym meczu z Wisłą Kraków, w którym wyszedł na boisko w podstawowym składzie i grał do 55. minuty. W rundzie jesiennej sezonu 2019/20 rozegrał 6 spotkań w lidze oraz 7 w czwartoligowych rezerwach.
W styczniu 2020 roku podczas obozu przygotowawczego na Cyprze zagrał w sparingu z FK Csíkszereda (4:1), w którym strzelił gola. Po meczu władze rumuńskiego klubu nawiązały rozmowy w sprawie jego transferu i podpisały z nim półroczny kontrakt, który następnie przedłużono. Bauzá przez kolejne 1,5 roku zanotował w Liga II łącznie 31 występów i zdobył 7 bramek.
Latem 2021 roku został wypożyczony do FC U Craiova 1948, beniaminka Liga I, prowadzonego przez Eugena Tricę. 16 lipca 2021 zadebiutował w rumuńskiej ekstraklasie w meczu przeciwko CFR 1907 Cluj (2:3), w którym strzelił gola. 
Ogółem w sezonie 2021/22 rozegrał 25 spotkań, w których zdobył 5 bramek i po zakończeniu rozgrywek, dzięki opcji pierwokupu, został wykupiony z FK Csíkszereda za 150 tys. euro.
W sierpniu 2022 roku FCSB złożyło FC U Craiova 1948 ofertę transferu Bauzy za kwotę 2 mln euro, ale została ona odrzucona. We wrześniu 2022 roku podpisał on nową umowę z klauzulą wykupu w kwocie 8 mln euro. Po spadku Craiovy do Liga II w 2024 roku oznajmił, że chce ze względów sportowych i finansowych opuścić klub.
W lipcu 2024 roku za sumę 500 tys. euro wypożyczono go na rok do Baniyas SC. 24 sierpnia 2024 zadebiutował w UAE Pro League w wygranym 2:0 meczu z Al-Jazira Club, w którym zdobył gola.

## Życie prywatne
Jego ojciec Marcelo Bauzá (ur. 1965) był profesjonalnym piłkarzem występującym na pozycji obrońcy.

## Statystyki kariery
Klubowe
Aktualne na dzień 10 kwietnia 2025
| Klub                              | Sezon             | Liga               | Liga  | Liga   | Puchar kraju | Puchar kraju | Puchar ligi | Puchar ligi | Kontynentalne | Kontynentalne | Inne  | Inne   | Razem | Razem  |
| Klub                              | Sezon             | Liga               | Mecze | Bramki | Mecze        | Bramki       | Mecze       | Bramki      | Mecze         | Bramki        | Mecze | Bramki | Mecze | Bramki |
| --------------------------------- | ----------------- | ------------------ | ----- | ------ | ------------ | ------------ | ----------- | ----------- | ------------- | ------------- | ----- | ------ | ----- | ------ |
| CA Colón                          | 2016/2017         | Primera División   | 4     | 0      | 0            | 0            | —           | —           | —             | —             | —     | —      | 4     | 0      |
| CD Juventud Unida (wyp.)          | 2017/2018         | Primera B Nacional | 19    | 2      | 1            | 0            | —           | —           | —             | —             | —     | —      | 20    | 2      |
| Gimnasia y Esgrima Mendoza (wyp.) | 2018/2019         | Primera B Nacional | 19    | 1      | 1            | 0            | —           | —           | —             | —             | 2     | 0      | 22    | 1      |
| Górnik Zabrze (wyp.)              | 2019/2020         | Ekstraklasa        | 6     | 0      | 1            | 0            | —           | —           | —             | —             | —     | —      | 7     | 0      |
| Górnik II Zabrze (wyp.)           | 2019/2020         | III liga           | 7     | 1      | 0            | 0            | —           | —           | —             | —             | —     | —      | 7     | 1      |
| FK Csíkszereda                    | 2019/2020         | Liga II            | 3     | 0      | 0            | 0            | —           | —           | —             | —             | —     | —      | 3     | 0      |
| FK Csíkszereda                    | 2020/2021         | Liga II            | 28    | 7      | 1            | 0            | —           | —           | —             | —             | —     | —      | 29    | 7      |
| FK Csíkszereda                    | Ogółem            | Ogółem             | 31    | 7      | 1            | 0            | —           | —           | —             | —             | —     | —      | 32    | 7      |
| FC U Craiova 1948 (wyp.)          | 2021/2022         | Liga I             | 25    | 5      | 0            | 0            | —           | —           | —             | —             | —     | —      | 25    | 5      |
| FC U Craiova 1948                 | 2022/2023         | Liga I             | 29    | 4      | 4            | 0            | —           | —           | —             | —             | 2     | 0      | 35    | 4      |
| FC U Craiova 1948                 | 2023/2024         | Liga I             | 26    | 7      | 1            | 1            | —           | —           | —             | —             | —     | —      | 27    | 8      |
| FC U Craiova 1948                 | Ogółem            | Ogółem             | 80    | 16     | 5            | 1            | —           | —           | —             | —             | 2     | 0      | 87    | 17     |
| Baniyas SC (wyp.)                 | 2024/2025         | UAE Pro League     | 17    | 3      | 2            | 0            | 3           | 0           | —             | —             | —     | —      | 20    | 3      |
| Ogółem w karierze                 | Ogółem w karierze | Ogółem w karierze  | 176   | 29     | 11           | 1            | 3           | 0           | 0             | 0             | 4     | 0      | 194   | 30     |